# (32266) 2000 PN1
2000 PN1 (asteroide 32266) é um asteroide da cintura principal. Possui uma excentricidade de 0.01806420 e uma inclinação de 11.00793º.
Este asteroide foi descoberto no dia 1 de agosto de 2000 por LINEAR em Socorro.